# Zandstraat (Culemborg)
De Zandstraat is een straat in de stad Culemborg in de Nederlandse provincie Gelderland. De straat ligt in de wijk Nieuwstad, het zuidelijke deel van het middeleeuwse Culemborg. De Zandstraat begint op de hoek van de Prijssestraat en de Varkensmarkt en loopt in zuidelijke richting tot aan de Lanxmeersestraat. De Zandstraat wordt beschouwd als de oudste straat van Culemborg. De naam is afkomstig van de zanderige stroomrug waar de straat op is ontstaan.

## Geschiedenis
De Zandstraat ligt op een oude stroomrug van het veenriviertje De Meer. Toen rond 1130 het gebied Lanxmeer werd ontgonnen, ontstond op deze stroomrug de eerste bebouwing. De aldus ontstane nederzetting Lanxmeer kreeg in 1135 een eigen kapel en eind 13e eeuw werd het een zelfstandige parochie. De bijbehorende Sint Janskerk lag aan de overzijde van De Meer, op de oostelijke oever.
Even ten noorden van Lanxmeer ontstond de nieuwe nederzetting Culemborg die in 1318 stadsrechten kreeg. In 1388 breidde Culemborg uit waarbij de buurtschap Lanxmeer onderdeel werd van het stedelijk gebied. Onder de naam Nieuwstad werd het voormalige Lanxmeer van een gracht en stadsmuren voorzien. De Zandstraat kwam hiermee binnen de stad te liggen en werd aan het zuidelijke uiteinde van een stadspoort voorzien. Nabij de poort lag een haventje. De poort raakte in 1856 door een orkaan dermate bouwvallig, dat deze uiteindelijk afgebroken moest worden.
In 1492 werd aan de Zandstraat het Jeruzalemklooster gebouwd. Elisabeth van Culemborg liet in de kloosterkerk een kopie van het Heilig Graf bouwen, waarmee het klooster een reisdoel voor pelgrims werd. Tijdens de Beeldenstorm is dit Heilig Graf vernield. In 1649 stortte het kerkgebouw in. De oude eetzaal en slaapplaats van de monniken werd eind 17e eeuw omgebouwd tot woonhuis, maar dit werd in 1749 wegens bouwvalligheid gesloopt. Aan de achterzijde van enkele panden aan de Zandstraat zijn nog restanten van de gevel met gotische vensternis en enkele kleine vensteropeningen te zien.
De Zandstraat werd eeuwenlang gekenmerkt door de aanwezigheid van boerenbedrijven. Van 1869 tot in de jaren 50 van de 20e eeuw werden er ook veemarkten gehouden.
Begin jaren 60 werd de straat van riolering voorzien.

## Monumenten
In 2019 kent de Zandstraat zes rijksmonumenten, waaronder de restanten van het Jeruzalemklooster, een 18e-eeuwse pomp, een laatmiddeleeuws huis en enkele huizen uit de 17e eeuw.

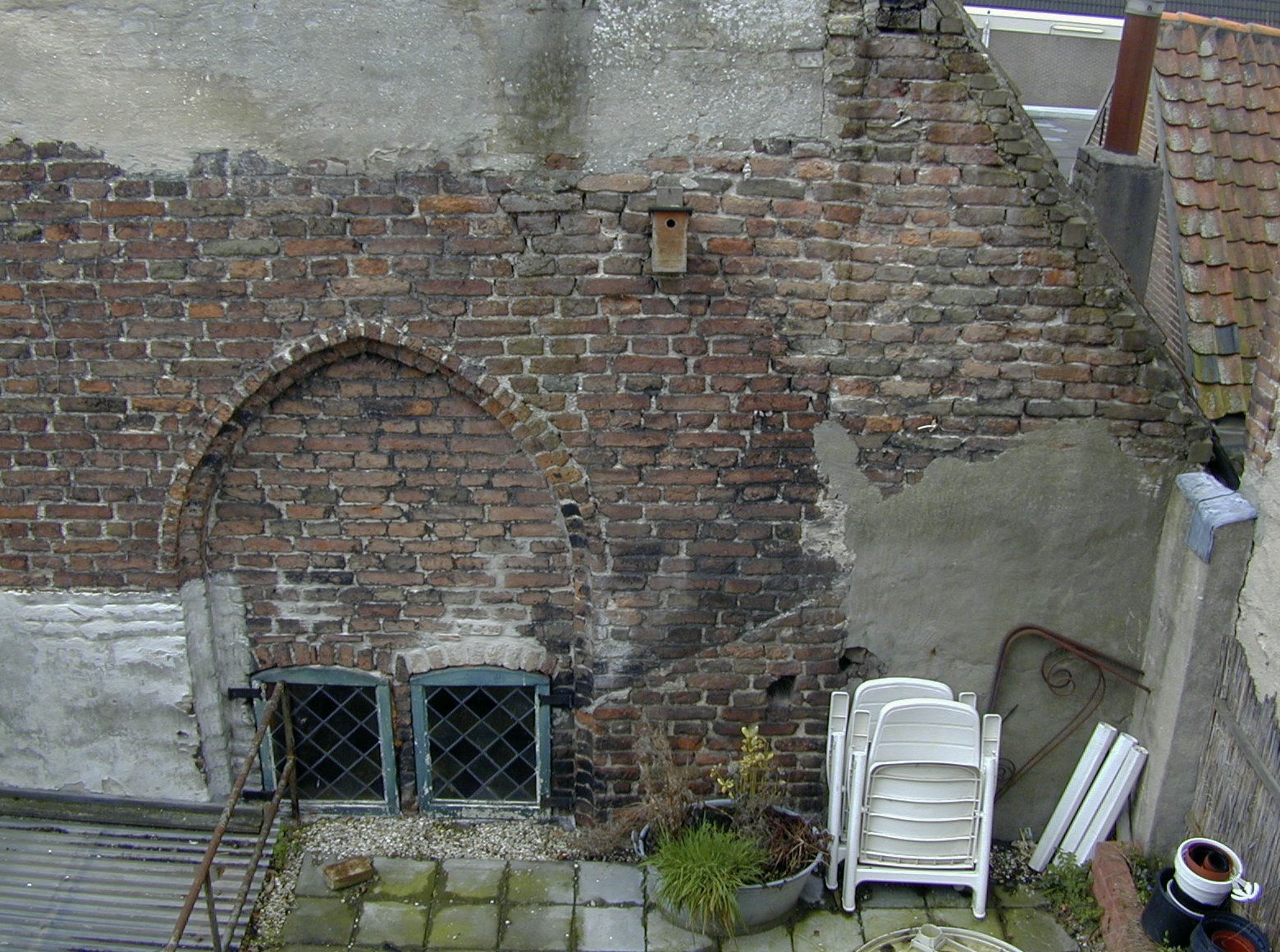
Achterhuis met gevel en venster van het Jeruzalemklooster

## Overige
In de straat staat sinds 1949 het borstbeeld van muziekleraar Pieter Aafjes, die 40 jaar lang dirigent was van de Culemborgse Harmonie "Crescendo".
Ter nagedachtenis van de in de Tweede Wereldoorlog omgebrachte Joodse inwoners van de Zandstraat zijn er bij enkele woningen Stolpersteine aangebracht.